# Space Task Group

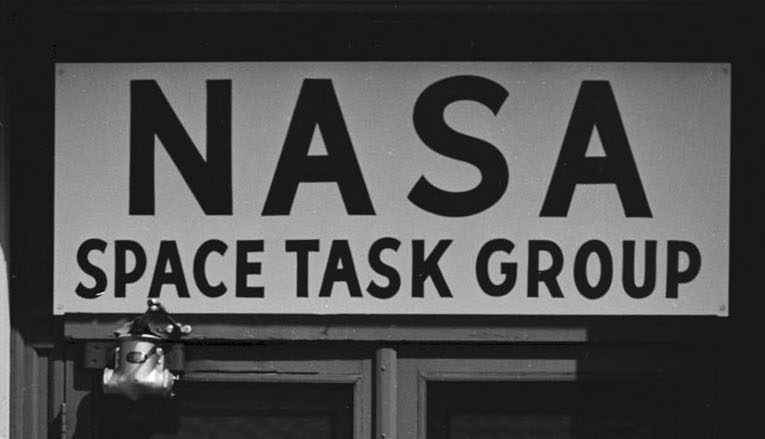
A NASA Világűr Munkacsoportja épületének bejárata (1961. június 19.)

A Space Task Group, azaz a Világűr Munkacsoport az Amerikai Egyesült Államok űrstratégiájának, emberek repülését célzó űrprogramjainak kidolgozását végző, főleg mérnökökből álló szakmai munkacsoport volt.
A Világűr Munkacsoport először 1958-ban alakult meg, az akkor frissen létrehozott Nemzeti Légügyi és Űrhajózási Hivatal keretein belül és a Mercury–, Gemini- és Apollo-programok elméleti alapjait dolgozta ki. Később a csoport beintegrálódott a houstoni Johnson Űrrepülési Központ szervezetébe.
1969-ben Richard Nixon újra önálló szervezetként hívta életre a Space Task Group-ot, amely a holdprogram utáni továbblépést, egy új űrstratégia kidolgozását kapta feladatul. Ez a munka végül az űrrepülőgép néven ismert STS-rendszerben öltött testet.

## Space Task Group I.

### Előzmények
A világ a Szputnyik–1 felbocsátásával belépett az űrkorszakba, amelyet a Szovjetunióban hidegháborús diadalként, az Egyesült Államokban pedig technológiai, politikai vereségként éltek meg. Dwight Eisenhower elnök a közvélemény nyomására azonnali eredményeket várt az űrteljesítmények terén. Az elnök először is prioritást adott két folyamatban levő kísérleti űrprogramnak – a Vanguard-programnak és az Explorer–1 felbocsátásának –, majd az utóbbi sikerét követően az űrtevékenység nagyobb támogatásával kívánt az amerikai űrteljesítményekkel válaszolni a szovjet technológiai kihívásra. Az űrtevékenységek robbanásszerű felértékelődését jelentette a NASA 1958. október 1-jén történő megalapítása, amellyel az összes korábbi kormányzati, vagy katonai szervezeteknél végzett űrprogramot egy szervezetbe vonta, kiemelt pénzügyi támogatást biztosítva a további munkához. A világűr elérését célzó erőfeszítések – illetve az azokhoz rendelkezésre álló anyagi és emberi erőforrások, korábbi kutatási eredmények és tapasztalatok – koncentrálásával a lehető legnagyobb hatékonyságot kívánta elérni az amerikai kormányzat.

### Megalakulása
A NASA egy elődszervezet, a NACA alapjain alakult meg, amelynek több kísérleti kutatóközpontja is volt USA-szerte. Ezek egyike volt a Langley Repüléstani Laboratórium, amelyet NASA Langley Kutatóközpont névre kereszteltek, profilját egyértelműsítették és (a repülőgépes kutatások mellett) az űrtevékenységgel kapcsolatos koncepcionális és tervezési feladatokat bízták az újonnan alakult űrhivatalon belül. A feladatmeghatározások és a szervezeti felépítés megalkotása rendkívüli sebességgel történt meg, amelyben a korábbi űrtanulmányokkal foglalkozó szakemberekből 1958. november 5-én, Robert Gilruth vezetésével megalakult a Manned Ballistic Satellite Task Group (Emberes Balliszikus Műhold Munkacsoport). A csoportot informálisan sokhelyütt Space Task Force  (Világűr Harccsoport) „munkanéven” emlegették. Két hónapon belül a NACA–NASA átszervezés előrehaladása nyomán újabb munkatársakkal egészült ki a csoport. Lényegében 1958 decemberére állt fel a végleges csapat, amelyet immár Space Task Group néven rendeltek közvetlenül a washingtoni NASA központ alá.

### Munkája
A csoport első feladata a formálódó Mercury-program követelményrendszerének kidolgozása volt. Ennek keretében először meghatározták a Mercury űrhajóval szemben támasztott technikai elvárásokat. Az „S–6 Specification for Manned Space Capsule” (Követelményrendszer az emberes űrkabin számára) című dokumentumban adták közre, hogy milyen űrhajó konfigurációkat várnak a gyártóktól, azoknak milyen strukturális, felszereltségi, repülésirányítási és tesztkövetelméyneknek kell megfelelni. A specifikáció alapján ezt követően a gyártók meghívásos tenderének lebonyolítását is elvégezte a csoport.

Később a részletes tervek kialakítása is a Space Task Group feladata volt, Max Faget vezetésével.
Az űrhajó tervezésének és gyártásának beindítása után az első űrhajós-válogatás kritériumrendszere következett, amelyhez néhány külsős (elsősorban orvos) szakértő csatlakozott a munkacsoporthoz. Nem túl hosszas töprengés után, 1958. decemberére ki isi alakult, hogy az USA első űrhajósát a 180 cm alatti, 40 év alatti berepülőpilóták között kell keresni, akik legalább bachelor végzettséggel bírnak, 1500 óránál többet repültek sugárhajtású repülőgépen és nem mellesleg kitűnő fizikai kondícióban vannak. Kicsit később ezen kritériumok alapján választották ki az Eredeti Hetek nevű űrhajóscsoportot. Ehhez kapcsolódóan az első űrhajósok űrbe juttatását célzó program nevére is ajánlást tett a Space Task Group, a minimalista „Project Astronaut” (Űrhajós Program) nevet választva, ám végül ezt nem fogadta el a NASA vezetése, hanem helyette a széles közvélemény számára impresszívebb Mercury-program elnevezést tették nyilvánossá.
Amikor 1961 elején a Mercury-program a tervezési fázisból átlépett a megvalósítás fázisába Keith Glennan NASA igazgató bejelentette, hogy a Space Task Group feladatát kiterjeszti: a Mercury-program menedzselése mellett az emberes űrrepülés általános kérdéseivel is foglalkoznia kell . Ezek az „általános kérdések” pedig a politikai vezetés által felvetett űrtevékenység-alternatívák voltak, amelyek 1961 első felében a holdra szállásban és a Mercury továbbfejlesztésében öltött testet. Kennedy elnök 1961. május 5-én jelentette be az Apollo-programot. A bejelentést követően a Space Task Group az Apollo-program tervezési munkáját is megkapta feladatul .
1961 végén a NASA elindított egy harmadik emberes űrprogramot is, amely az Apollo-program műveleti alapjait volt hivatott kikísérletezni. Ez a Gemini-program volt. Technikai szempontból ez a program a Mercury jelentősebb továbbfejlesztésének számított, ezért a NASA úgy döntött, hogy a Mercury űrhajó gyártójával folytatja az együttműködést. A Space Task Group kapta a feladatot, hogy ebben az együttműködésben a NASA-t képviselje az új Gemini űrhajó kifejlesztése és gyártása során.

### Átalakulása
A NASA kezdeti rohamos fejlődésével megteremtődött az igény egy újabb űrközpont létrehozatalára, amely kifejezetten az emberes űrrepülési szekció programjainak gazdája lett. 1961-ben a NASA Houstonban jelölte ki a létrehozandó új űrközpontja helyét. 1961. november 1-jén pedig hivatalos döntés született róla, hogy a Space Task Group nevét Manned Spacecraft Centerre változtatja a NASA vezetése és a személyi állományt áthelyezi Houstonba. A Világűr Munkacsoport képezte tehát a magját a ma is működő Embervezette Űrhajók Központjának (amelyet később Lyndon B. Johnson amerikai elnökről nevezték el) és az elméleti munkákért felelős szakembercsoport más szervezeti formában folytatta munkáját. Lényegében formálkisan ezzel az aktussal szűnt meg a Space Task Group.

## Space Task Group II.
Az 1968-as amerikai elnökválasztás egyben politikai irányváltást is jelentett, a demokrata kormányzatot republikánus kormányzat váltotta és a főbb programokat az újonnan megválasztott Richard Nixon felülvizsgáltatta. Így az Apollo-program is ilyen felülvizsgálat alá esett. Emellett az új elnök az USA űrbeli tevékenységének jövőjéről is koncepciót akart készíteni. Erre egy NASA-tól független csoportot kért fel, amely a Space Task Group nevet vette fel. A csoportot Spiro Agnew alelnök vezette és olyan tagjai voltak, mint Robert Seamans korábbi NASA igazgatóhelyettes, Thomas Paine hivatalban levő NASA igazgató és Lee A. Dubridge elnöki tudományos tanácsadó.

### Munkája
A Világűr Munkacsoport komplex jövőképet szolgáltatott az USA számára: stratégiai javaslat és konkrét célpontokat megfogalmazó új programajánlás is szerepelt benne. A legfontosabb stratégiai megállapításuk az volt, hogy a NASA elé egy új, hosszútávú célt kell kitűzni, amely ugyanilyen hosszútávú lendületet adhat az új technológiák fejlesztésének. Egy másik kulcsfontosságú cél az automata szondákkal végzett és az emberek részvételével repülő programok közötti egyensúly megteremtésére vonatkozó javaslat volt. Az Apollo utáni programokra három alternatíva született:
- Teljes kiterjedésű, az összes lehetőséget megragadó változat:

Egy 50 űrhajóst befogadó űrállomás építése, amely közbenső állomásként szolgálhat a vele párhuzamosan felépített állandó holdbázis legénységeit és ellátmányát szállító űrhajók számára, majd ez a két egység szolgálhat az 1980-as évek közepén végrehajtandó marsutazás ugródeszkájaként és gyakorló terepeként. Ez utóbbi elképzeléshez a munkacsoport Wernher von Braun kész tervét vették alapul, amely az Apollo-program elképzeléseit továbbfejlesztve 1982-re prognosztizálta a marsraszállást, nagyjából a holdra szállásához hasonló költségkeretből. De az űrállomás és a holdbázis is korábbi von Braun elképzeléseken alapult.
- Csökkentett változat:

Az űrállomás és a holdbázis mellett a legdrágább és legkockázatosabb vállalkozásnak számító marsutazást szabták kevésbé ambiciózusra a csoport tagjai, csak a Marsot megkerülő, de a felszínére le nem szálló expedícióval számoltak a 15 éves időkereten belül, a feladatokat 1985-re végrehajtva.
- Minimum változat:

A legolcsóbb alternatíva egy űrállomás létrehozását és hozzá egy többször felhasználható űrrepülőgép kifejlesztését ajánlotta a döntéshozóknak azzal, hogy a marsutazásra megduplázott időkeretet szánva az évezred végére halasztotta a leszállást a Vörös bolygón.
A Nixon-adminisztráció végül a pénzügyi szempontokat választva a minimumprogramnál is kissé kevesebbet választott, amikor az Apollo-hardverből kifejlesztett – a tucatnyi, vagy akár több tucatnyni űrhajós befogadására alkalmas óriás helyett a mindössze 3 főt befogadó – Skylab űrállomás megépítése és az új Space Shuttle kifejlesztése mellett döntött, teljesen elvetve a Mars űrhajósokkal történő elérését.
A Space Task Group II. lényegében ad hoc bizottságként működött, a feladat végeztével feloszlott.